# Xu Sicun
Xu Sicun (chiń. 徐思存; ur. 5 czerwca 1992) – chińska narciarka, specjalistka narciarstwa dowolnego. W Pucharze Świata zadebiutowała 17 grudnia 2010 roku w Beidahu, zajmując ósme miejsce. Tym samym już w swoim debiucie wywalczyła pierwsze pucharowe punkty. Na podium zawodów PŚ stanęła po raz pierwszy już dzień później, zajmując trzecie miejsce. Najlepsze wyniki osiągnęła w sezonie 2018/2019, kiedy to zajęła 7. miejsce w klasyfikacji generalnej, a w klasyfikacji skoków akrobatycznych była druga. W 2013 roku wystąpiła na mistrzostwach świata w Voss, zajmując czwarte miejsce. Na rozgrywanych dwa lata później mistrzostwach świata w Kreischbergu była ósma. Nie brała udziału w igrzyskach olimpijskich.

## Osiągnięcia

### Mistrzostwa świata
| Miejsce | Dzień       | Rok  | Miejscowość | Konkurencja        | Zwycięzca             |
| ------- | ----------- | ---- | ----------- | ------------------ | --------------------- |
| 4.      | 7 marca     | 2013 | Voss        | Skoki akrobatyczne | Xu Mengtao            |
| 8.      | 15 stycznia | 2015 | Kreischberg | Skoki akrobatyczne | Laura Peel            |
| 14.     | 6 lutego    | 2019 | Deer Valley | Skoki akrobatyczne | Alaksandra Ramanouska |

### Puchar Świata

#### Miejsca w klasyfikacji generalnej
- sezon 2010/2011: 39.
- sezon 2011/2012: 52.
- sezon 2012/2013: 97.
- sezon 2013/2014: 41.
- sezon 2014/2015: 66.
- sezon 2017/2018: 159.
- sezon 2018/2019: 7.
- sezon 2019/2020: 33.

### Miejsca na podium
1. Beidahu – 18 grudnia 2010 (skoki akrobatyczne) – 3. miejsce
2. Beidahu – 15 grudnia 2013 (skoki akrobatyczne) – 3. miejsce
3. Mińsk – 23 lutego 2019 (skoki akrobatyczne) – 2. miejsce
4. Shimao Lotus Mountain – 2 marca 2019 (skoki akrobatyczne) – 2. miejsce
5. Shimao Lotus Mountain – 3 marca 2019 (skoki akrobatyczne) – 3. miejsce
6. Raubicze – 22 lutego 2020 (skoki akrobatyczne) – 3. miejsce
7. Krasnojarsk – 8 marca 2020 (skoki akrobatyczne) – 2. miejsce